# Коссу, Люсьен
Люсье́н Коссу́ (фр. Lucien Cossou; род. 29 января 1936, Марсель) — французский футболист, нападающий. Наиболее известен по выступлениям за французские клубы «Монако» и «Лион». В 1960—1964 годах, сыграл в 6 матчах за сборную Франции.

## Биография

### Клубная карьера
Родился 29 января 1936 года в городе Марсель. Имеет смешанное бенинско-греческое происхождение. В 19-летнем возрасте начал профессиональную карьеру в «Экс-Ан-Прованс». В 1956 году перешёл в «Олимпик Лион» и провёл в нём 3 года. В 1959 году перебрался в «Монако» и в сезоне 1959/1960 выиграл Кубок Франции. В сезоне 1960/1961 выиграл с клубом чемпионство. В сезоне 1963/1964 также выиграл чемпионство и Кубок Франции. В 1965 году перешёл в «Тулон» из второго французского дивизиона. В 1966 году вернулся в «Экс-Ан-Прованс», где пробыл ещё два года. После двухлетнего нахождения в статусе свободного агента его подписал клуб «Ла-Сьота» где он отыграл два сезона и завершил карьеру в 36 лет.

### Карьера в сборной
Первый вызов в сборную получил в 1960 году. В составе сборной дебютировал в матче против команды Болгарии (3:0) и отметился дебютным голом на 80-й минуте. Всего за национальную команду, Коссу отличился четыре раза. Чемпионат Европы 1964 года стал для него последним в составе сборной Франции.
| Матчи Люсьена Коссу за сборную Франции | Матчи Люсьена Коссу за сборную Франции | Матчи Люсьена Коссу за сборную Франции | Матчи Люсьена Коссу за сборную Франции | Матчи Люсьена Коссу за сборную Франции | Матчи Люсьена Коссу за сборную Франции | Матчи Люсьена Коссу за сборную Франции |
| №                                      | Дата                                   | Оппонент                               | Счёт                                   | Голы                                   | Соревнование                           |                                        |
| -------------------------------------- | -------------------------------------- | -------------------------------------- | -------------------------------------- | -------------------------------------- | -------------------------------------- | -------------------------------------- |
| 1                                      | 11 декабря 1960                        | Болгария                               | 3:0                                    | 1                                      | Отбор ЧМ-1962                          |                                        |
| 2                                      | 27 февраля 1963                        | Англия                                 | 5:2                                    | 2                                      | Товарищеский матч                      |                                        |
| 3                                      | 17 апреля 1963                         | Нидерланды                             | 1:0                                    | —                                      | Товарищеский матч                      |                                        |
| 4                                      | 28 апреля 1963                         | Бразилия                               | 2:3                                    | —                                      | Товарищеский матч                      |                                        |
| 5                                      | 29 сентября 1963                       | Болгария                               | 1:0                                    | —                                      | Отбор ЧМ-1962                          |                                        |
| 6                                      | 25 апреля 1964                         | Венгрия                                | 1:3                                    | 1                                      | Отбор ЧМ-1962                          |                                        |

Источник: Jonathan O'Brian. Euro Summits (англ.). — Pitch Publishing Limited, 2021. — 472 p. — ISBN 9781785319303. — ISBN 1785319302.